# Aglia luteola
Aglia luteola är en fjärilsart som beskrevs av Standfuss 1914. Aglia luteola ingår i släktet Aglia och familjen påfågelsspinnare. Inga underarter finns listade i Catalogue of Life.